# Гайдамака, Вениамин Глебович
Вениамин Глебович Гайдамака (19 октября 1914 — 27 марта 1983) — сотрудник советских органов охраны правопорядка, заместитель министра внутренних дел УССР, комиссар милиции 2-го ранга.

## Биография
С 1938 в НКВД СССР, с 1939 член ВКП(б), окончил Высшую школу МВД СССР. С 1948 начальник Государственной автомобильной инспекции МВД Украинской ССР. С февраля 1963 по июнь 1970 начальник Управления охраны общественного порядка — внутренних дел Исполнительного комитета Одесского областного Совета. Затем заместитель министра внутренних дел Украинской ССР.

### Звания
- Полковник;[1]
- Комиссар милиции 2-го ранга.

### Награды
- 23.01.1948 — орден Трудового Красного Знамени;